# Модель Венери
Модель  Венери (англ. The Venus Model) — американська мелодраматична кінокомедія Кларенса Дж. Баджера 1918 року з Мейбл Норманд в головній ролі.

## Сюжет
Молода дівчина проектує чудесний купальний костюм і рятує її роботодавця від фінансової катастрофи. У ході цього, вона закохується в сина свого роботодавця, який знаходиться в небезпеці розорення.

## У ролях
- Мейбл Норманд — Кітті О'Браян
- Род Ла Рок — Пауль Бреддок
- Алек Б. Френсіс — Джон Бреддок
- Альфред Хікман — Натан Бреддок
- Едвард Елкас — Бріггс
- Едвард Болден — Беглі
- Альберт Хекетт — хлопець